# ASTROS II
ASTROS II je brazilský dělostřelecký raketometný systém umístěný na nákladním automobilu. Irák zakoupil mnoho těchto zbraní během irácko-íránské války.
Tectran VBT-2028 6×6 pro zvýšenou mobilitu na základě podvozku nákladního vozidla Mercedes-Benz 2028 [3], zatím co pozdější verze využívají podvozek Tatra 815-7 .